# Ell et Nikki
Ell et Nikki est un duo musical azéri formé spécialement pour le Concours Eurovision de la chanson, composé du chanteur Eldar Qasımov, dit « Ell » et de la chanteuse azérie vivant à Londres Nigar Camal, dite « Nikki ». Ils remportent le Concours Eurovision de la chanson 2011 le 14 mai 2011 avec la chanson Running Scared.

## Eurovision

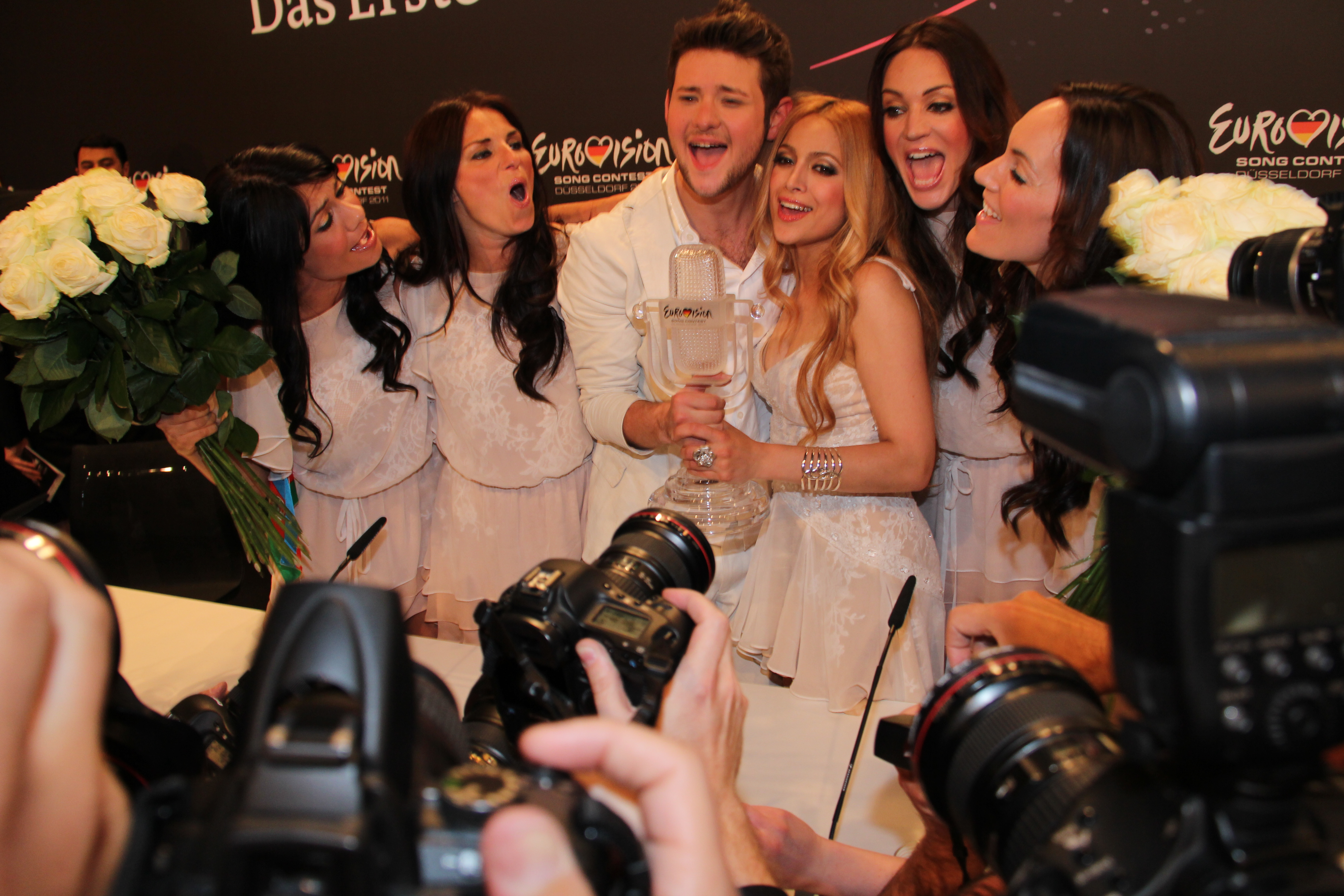
Vainqueurs du Concours Eurovision de la chanson 2011 à Düsseldorf (Allemagne).

Le duo se qualifie pour la demi-finale nationale azérie, le Milli Seçim Turu 2011, le 11 février 2011, puis remporte la finale en mai 2011.
Le 14 mai 2011, ils remportent le Concours Eurovision de la chanson 2011, à Düsseldorf en Allemagne. C'est la première victoire de l'Azerbaïdjan, après seulement 4 participations.